# Tragocerus subfasciatus
Tragocerus subfasciatus är en skalbaggsart som beskrevs av Ernst Friedrich Germar 1848. Tragocerus subfasciatus ingår i släktet Tragocerus och familjen långhorningar. Inga underarter finns listade i Catalogue of Life.